# Damiris Dantas
Damiris Dantas do Amaral (São Paulo, 17 de noviembre de 1992) es una jugadora brasileña de baloncesto que ocupa la posición de pívot. Juega en el equipo Indiana Fever de la WNBA. 
Fue parte de la Selección femenina de baloncesto de Brasil con la que alcanzó la medalla de bronce en los Juegos Panamericanos de 2011 en Guadalajara, México; además, recibió la medalla de oro en el Campeonato Sudamericano de Baloncesto femenino adulto realizado en Chile el año 2010, y fue vencedora junto a su equipo del campeonato preolímpico de las Américas realizado en Colombia el año 2011. Fue seleccionada del equipo brasileño que asistió a los Juegos Olímpicos de Londres 2012.

## Estadísticas en competencias FIBA
| Año            | Competencia                                        | PPJ  | RPJ  | APJ |
| -------------- | -------------------------------------------------- | ---- | ---- | --- |
| 2012           | Juegos Olímpicos                                   | 4    | 4,8  | 0,2 |
| 2011           | Campeonato femenino FIBA Américas                  | 10,2 | 5,8  | 1,5 |
| 2010           | Campeonato mundial femenino FIBA                   | 5,7  | 4,2  | 0   |
| 2010           | Campeonato Sudamericano de Baloncesto femenino     | 11,4 | 5,2  | 0,8 |
| 2011           | Campeonato mundial femenino FIBA U19               | 20,9 | 12,6 | 1,4 |
| 2010           | Campeonato femenino FIBA Américas U18              | 9    | 10,6 | 1   |
| 2009           | Campeonato Sudamericano de Baloncesto femenino U18 | 19,7 | 18,2 | 0,3 |
| 2009           | Campeonato mundial femenino FIBA U19               | 3    | 1,5  | 0   |
| Promedio total | Promedio total                                     | 10,5 | 7,9  | 0,6 |
| Fuente: FIBA.  |                                                    |      |      |     |